# Puente Monivong
El puente Monivong es un puente de hormigón que se ubica sobre el río Bassac cerca del final de la carretera nacional 2 hacia el sur de Camboya y se encuentra a lo largo de la carretera nacional 1, que conecta la ciudad con el este de Camboya y Vietnam. En la costa oriental se encuentra el Mercado Ampeou Chhba.
Su nombre es un homenaje al rey Sisowath Monivong (1875-1941).
En realidad está constituido por dos puentes distintos, el primero, construido en los años 1960, y el segundo, inaugurado el 27 de mayo de 2009.  

## Historia
Un puente anterior se construyó en 1929, pero habiendo quedado obsoleto, fue demolido en 1960, y reconstruido bajo el nombre de « nuevo puente Preah Monivong ». A comienzos de los años 2000, se vio que se había quedado pequeño por el aumento de población, el desarrollo económico, y el tráfico automovilista, que impedía finalizar el proyecto de modernización de la carretera nacional 1, para dotarla de dos carriles. Por tanto, se imponía la construcción de un nuevo puente Monivong. Fue inaugurado el 27 de mayo de 2009.